# Jakov Fak
Jakov Fak, slovenski biatlonec hrvaškega rodu * 1. avgust 1987, Reka, Hrvaška.

## Življenjepis

#### 2009/2010: Prva medalja na svetovnem prvenstvu in OI
Fak je na Svetovnem prvenstvu 2009 v Pjongčangu presenetljivo osvojil bronasto medaljo v individualni tekmi na 20 km, podoben uspeh pa mu je uspel tudi na Zimskih olimpijskih igrah 2010 v Vancouvru, kjer je s tretji mestom v šprintu na 10 km osvojil prvo hrvaško olimpijsko medaljo v biatlonu.

#### 2010/2011: Prestop v Slovensko biatlonsko zvezo
Pred začetkom sezone 2010/2011 je kljub nasprotovanju Hrvaške biatlonske zveze za prestop v Slovensko biatlonsko zvezo zgodba dobila epilog. 19. novembra 2010 je dobil izpisnico hrvaške biatlonske zveze.

#### 2012: Svetovno prvenstvo v Ruhpoldingu
Na Svetovnem prvenstvu 2012 v Ruhpoldingu je osvojil srebrno medaljo v mešani štafeti, kjer so bili v postavi slovenske reprezentance še Andreja Mali, Teja Gregorin in Klemen Bauer.

#### 2014: Zimske olimpijske igre v Sočiju
Za Slovenijo je Fak nastopil na Zimskih olimpijskih igrah 2014 v Sočiju, kjer je v šprintu na 10 km osvojil 10 mesto, v zasledovalnem teku na 12,5 km je osvojil 31. mesto, v posamični tekmi na 20 km je bil 32., na tekmi s skupinskim startom na 15 km pa je osvojil 4. mesto.

#### 2017: Vrnitev po bolezni
Jakov Fak je sezono 2016 izpustil zaradi bolezni. Vstop v sezono 2017 je bil za Jakova uspešen, saj je nizal uspehe in uvrstitve na oder za zmagovalce in leto 2017 zaključil s tretjim mestom v skupnem seštevku.

#### 2018: srebrni olimpijec
15. februarja 2018 je na individualni tekmi na 20 km na olimpijskih igrah v Pjongčangu zasedel drugo mesto in osvojil srebrno medaljo. To je bila za Slovenijo jubilejna dvajseta zimska olimpijska medalja, osma srebrna in prva na 23. ZOI v Južni Koreji.

## Dosežki

### Olimpijske igre
| Leto           |        |              |                 |              |   |
| Posamično      | Sprint | Zasledovanje | Skupinski start | Ekipna tekma |   |
| Vancouver 2010 | 51.    |              | 25.             | 9.           | — |
| Soči 2014      | 32.    | 10.          | 31.             | 4.           |   |
| Pjongčang 2018 | 2.     | 23.          | 47.             |              |   |

### Svetovno prvenstvo
| Leto                    |        |              |                 |              |                     |     |
| Posamično               | Sprint | Zasledovanje | Skupinski start | Ekipna tekma | Mešana ekipna tekma |     |
| 2007 Antholz-Anterselva | 93.    | 78.          | —               | —            | —                   | —   |
| 2008 Östersund          | DNS    | 69.          | —               | —            | —                   | —   |
| 2009 Pjongčang          |        | 14.          | 25.             | 19.          | —                   | —   |
| 2012 Ruhpolding         |        | 11.          | 8.              | —            | —                   |     |
| 2013 Nové Město         | 20.    |              | 6.              | 19.          | 13.                 | 5.  |
| 2015 Kontiolahti        | 10.    | 14.          | 8.              |              | 8.                  | 15. |
| 2016 Holmenkollen       | 6.     | 39.          | 5.              | 7.           | —                   | 13. |

### Skupni seštevek
| Sezona    | Skupni seštevek | Posamično | Sprint | Zasledovanje | Skupinski start |
| 2008-2009 | 44              | 12        | 50     | 62           | 41              |
| 2009-2010 | 38              |           | 34     | 27           | 35              |
| 2010-2011 | 24              | 36        | 18     | 23           | 29              |
| 2011-2012 | 17              | 2         | 21     | 18           | 16              |
| 2012-2013 | 4               | 27        | 4      | 9            | 8               |
| 2013-2014 | 12              | 15        | 17     | 10           | 17              |
| 2014-2015 | 3               | 8         | 4      | 3            | 2               |
| 2015-2016 | 34              | 25        | 50     | 29           | 34              |

### Zmage v svetovnem pokalu
| Zmage v svetovnem pokalu |                   |                   |                 |                               |
| Sezona                   | Datum             | Prizorišče        | Disciplina      | Tekmovanje                    |
| 2011–12 1 zmaga          | 6. marec 2012     | Ruhpolding        | posamična tekma | Svetovno prvenstvo v biatlonu |
| 2012–13 2 zmagi          | 8. december 2012  | Hochfilzen        | zasledovanje    | Svetovni pokal v biatlonu     |
| 2012–13 2 zmagi          | 13. december 2012 | Pokljuka          | sprint          | Svetovni pokal v biatlonu     |
| 2013–14 1 zmaga          | 20. marec 2014    | Oslo Holmenkollen | sprint          | Svetovni pokal v biatlonu     |
| 2014–15 4 zmage          | 7. februar 2015   | Nové Město        | sprint          | Svetovni pokal v biatlonu     |
| 2014–15 4 zmage          | 8. februar 2015   | Nové Město        | zasledovanje    | Svetovni pokal v biatlonu     |
| 2014–15 4 zmage          | 15. marec 2015    | Kontiolahti       | skupinski start | Svetovno prvenstvo v biatlonu |
| 2014–15 4 zmage          | 22. marec 2016    | Hanti-Mansijsk    | skupinski start | Svetovni pokal v biatlonu     |